# Vulcano
Vulcano (sicilsko: Vurcanu) ali Vulcan je majhen vulkanski otok v Tirenskem morju, približno 25 km severno od Sicilije in je na najjužnejšem koncu sedmih Eolskih otokov. Otok ima površino 21 km², dvigne se na 501 m nadmorske višine in vsebuje več vulkanskih kalder, vključno z enim od štirih delujočih vulkanov v Italiji, ki niso podmorski.
Beseda vulkan in njen ustreznik v več evropskih jezikih izhaja iz imena tega otoka, ta pa izvira iz Vulkana, rimskega boga ognja.

## Zgodovina
Rimljani so otok uporabljali predvsem za surovine, spravilo lesa ter rudarstvo galuna in žvepla. To so bile glavne dejavnosti na otoku do konca 19. stoletja.
Po propadu bourbonske vladavine leta 1860 je škotski industrijalec in filantrop James Stevenson kupil severni del otoka. Nato je zgradil vilo, ponovno odprl lokalne rudnike in zasadil vinograde za pripravo malmsey vina. Stevenson je živel na Vulcanu, dokler se zadnji večji izbruh na otoku ni zgodil leta 1888. Ta izbruh je trajal večji del dveh let, do takrat je Stevenson prodal vse svoje premoženje lokalnemu prebivalstvu. Na otok se ni več vrnil. Njegova vila je še vedno nedotaknjena.

## Geologija
Vulkanska dejavnost v regiji je v veliki meri posledica subdukcije (podrivanja) Afriške plošče, ki se pomika proti severu pod Evrazijsko ploščo. Na otoku so tri vulkanska središča:
- Na južnem koncu otoka so stari stratovulkanski stožci, Monte Aria (501 m), Monte Saraceno (481 m) in Monte Luccia (188 m), ki so delno propadli v kaldero Il Piano.
- Nazadnje aktivno središče je Gran Cratere na vrhu stožca Fossa, stožec je zrasel v kalderi Lentia sredi otoka in je imel v zadnjih 6000 letih vsaj devet večjih izbruhov.
- Na severu otoka je otoček Vulcanello (123 m), ki je z Vulcanom povezan z zemeljsko ožino, ki jo v slabem vremenu lahko poplavi. Iz morja se je pojavil med izbruhom leta 183 pred našim štetjem kot ločen otoček. Od takrat do leta 1550 so se pojavili občasni izbruhi iz treh stožcev tako z nanosi piroklastičnega toka kot z lavami, pri čemer je zadnji izbruh ustvaril ozek predel, ki ga je povezal z Vulcanom.

Vulcano je bil tih od izbruha stožca Fossa 3. avgusta 1888 do 1890, ki je na vrh odložil približno 5 m piroklastičnega materiala. Slog izbruha na stožcu Fossa se imenuje vulkanski izbruh, ki je eksplozivna emisija piroklastičnih fragmentov viskozne magme zaradi visoke viskoznosti, ki preprečuje, da bi plini zlahka uhajali. Ta izbruh vulkana je takrat skrbno dokumentiral Giuseppe Mercalli. Mercalli je izbruhe opisal kot »... eksplozije, ki se slišijo kot top v nepravilnih intervalih ...« Posledično vulkanski izbruhi temeljijo na njegovem opisu. Tipičen vulkanski izbruh lahko vrže bloke trdne snovi nekaj sto metrov od odprtine. Mercalli je poročal, da so bloki od izbruha 1888–1890 padli v morje med Vulcanom in sosednjim otokom  Lipari, več njih, ki so padle na otok Vulcano, pa so fotografirali on ali njegovi pomočniki.
Emisije vulkanskega plina iz tega vulkana se merijo z večkomponentnim sistemom analizatorja plina, ki zazna odplinjevanje naraščajočih magm pred izbruhom, kar izboljša napovedovanje vulkanske aktivnosti.
Raziskava lokalne podzemne vode, izvedena med letoma 1995–1997, je pokazala temperature do 49–75 ° C, kemično sestavo natrijevega sulfat-klorida in skoraj nevtralen pH v vodnjakih, najbližjih pobočjem vulkanskega stožca. To je predvsem posledica kondenzacije na pobočjih vulkanskega stožca in medsebojnega blaženja med vodo in skalo.

## Prebivalstvo
Ob popisu prebivalstva leta 2011 je na otoku Vulcano živelo 953 prebivalcev, ki so živeli v treh krajih - Vulcano Porto, Vulcano Piano in Vulcanello.

## Biologija
Ker ima otok Vulcano vulkanske aktivnosti, je tam verjetno kraj, kjer najdemo termofilne in hipertermofilne arheje. Pravzaprav so hipertermofilni Pyrococcus furiosus prvič opisali, ko sta ga iz sedimentov tega otoka izolirala Gerhard Fiala in Karl Stetter.

## Mitologija
Stari Grki so ta otok poimenovali Therasía (Θηρασία) in Thérmessa (Θέρμεσσα, vir toplote). Otok se je v njihovih mitih pojavil kot zasebna livarna olimpskega boga Hefajsta, zavetnika kovačev. Njihovi miti so zabeležili še dve njegovi livarni, na Etni in Olimpu. Strabon omenja tudi Thermesso kot sveto mesto Hefajsta (ἱερὰ Ἡφαίστου), ni pa gotovo, ali je bilo to tretje ime za otok ali zgolj pridevnik.
Podobno so Rimljani verjeli, da je bil Vulcano dimnik delavnice njihovega boga Vulkana, zato so otok poimenovali po njem. Po rimskih mitih je otok zrasel zaradi njegovega rednega čiščenja žlindre in pepela iz njegove kovačnice. Pojasnili so tudi, da so bili potresi, ki so bili pred eksplozijami pepela ali so jih spremljali, posledica tega, da je Vulkan izdeloval orožje za svojega boga Marsa za vojsko.

## Zgodovinski prvi vzpon in odziv v srednjeveški literaturi
Prvi vzpon na vulkanski stožec je dokumentiran za 13. stoletje. Dominikanski menih Burchard z gore Sion v svojem romarskem poročilu v Sveto deželo pripoveduje o svojem povratnem potovanju po Siciliji, ki se je verjetno zgodilo leta 1284. Na Vulcanu se je povzpel na vrh, »plazeč na rokah in nogah«. Njegov vzpon lahko štejemo za verodostojnega, saj podrobno poroča o svojih opazovanjih pokrajine in narave, na primer opisuje fumarole ali premer kraterja.
Otok Vulcano in Eolsko otočje so že znani Izidorju Seviljskem, galskemu škofu Arculfu, ki je irskemu Adomnanu (pred letom 680) ali Bartolomeju Angliku diktiral pot v Sveto deželo. So sestavni del srednjeveškega znanja o geografiji Sredozemlja, vendar nobeden od njih ni pisal o Vulcanu samoiniciativno.
Vulcano v romarskem poročilu (ok. 1350) omenja tudi Ludolf von Sudheim, ki pa trdi, da se ni upal povzpeti. Za razliko od Burcharda z gore Sion je Ludolf pričakoval, da bo v kraterju našel vhod v pekel. Provansalski vitez Antoine de La Sale pripoveduje o izletu na otok leta 1406. Njegovo besedilo je didaktični učbenik za njegovega učenca Janeza Kalabrijskega, sina vojvode Reneja I. Anžujskega.

## V popularni kulturi
Film Vulcano (objavljen v ZDA kot Volcano) je bil med letoma 1949 in 1950 posnet na Vulcanu in na bližnjem otoku Salina.
Po tem otoku je imenovan asteroid, 4464 Vulcano.
Otok Vulcano je prikazan v mangi JoJo's Bizarre Adventure v zgodbi Battle Tendency Hirohika Arakija, kot prizorišče zadnjega spopada med glavnim junakom Josephom Joestarjem in voditeljm Karsom, vodjo Pillar Menov.
Ameriški odvetnik in pisatelj Richard Paul Roe trdi, da je igra The Tempest Williama Shakespeara postavljena na otok Vulcano  in ne bolj verodostojne razlage, da je postavitev temeljila na poročilih o Bermudih v Ameriki in je tam naletel orkan.
Otok omenja Da Vincijev lik v televizijski nanizanki Zvezdne steze: Voyager v epizodi "Concerning Flight", medtem ko govori Tuvoku, tujcu s planeta po imenu Vulcan.